# Cynops orientalis
Cynops orientalis és una espècie d'amfibi caudat de la família Salamandridae propi de la Xina. Es coneix popularment com a tritó de ventre de foc.
Mesura entre 6 i 10 cm. Té el dors entre marró i negre, i pot ser de ventre entre vermell i taronja viu amb taques irregulars negres.
El tritó de ventre de foc és un animal principalment aquàtic. Aquest animal encara que no s'ha de treure del seu hàbitat natural es pot mantenir en un aquari. S'alimenta de larves i insectes petits.